# 交響曲第2番 (エルガー)
交響曲第2番 変ホ長調 作品63は、エドワード・エルガーが1910年から1911年にかけて作曲した交響曲。第3番は未完に終わったため、完成した交響曲としては最後のものとなった。イギリス国王エドワード7世に献呈されることになっていたが、王が1910年5月6日に崩御したため、「亡き国王エドワード7世陛下の追悼に」捧げられた (Dedicated to the memory of His late Majesty King Edward VII.)。着想は部分的に1903年にさかのぼり、曲自体は追悼よりはエドワード朝（1901年1月22日-1910年5月6日）の叙事詩、回顧といった性格が強いものである。
自筆の総譜にイギリスの詩人パーシー・ビッシュ・シェリーの詩「うた (Song)」(1821年) の一節（冒頭の2行）
```
 “Rarely, rarely, comest thou,
       Spirit of Delight!”
 （めったに、めったに来ない、汝、
         喜びの精霊よ!）
```

がエルガーの筆跡でペン書きされており、その意味を巡って今日なお論議が続いている。
初演は1911年5月24日、ロンドン音楽祭の一環として、エルガー自身の指揮、クイーンズ・ホール管弦楽団によって行われた。同年11月24日にはシンシナティ交響楽団の定期演奏会においてレオポルド・ストコフスキー指揮によりアメリカ初演が行われた。
交響曲第1番が初演から熱狂的な成功を収めたのに対し、第2番の初演の反応は控えめなものでエルガーを落胆させた。しかし初演から10年ほど経った1920年のエイドリアン・ボールトによる演奏は成功を収め、この作品が再評価されるきっかけを作った。これに対し、作曲者のエルガーはボールトに手紙を書いて業績を称えた。

## 楽器編成
フルート3（ピッコロ1持ち替え）、オーボエ2、コーラングレ、クラリネット2、E♭クラリネット、バス・クラリネット、ファゴット2、コントラファゴット、ホルン4、トランペット3、トロンボーン3、チューバ、ティンパニ、大太鼓、シンバル、小太鼓、タンブリン、ハープ2、弦五部
ボールトは1947年の講演で、終楽章終盤のクライマックスにおいて「エルガーは可能であればオルガンを加えただろう」と述べており、楽譜上にないオルガンを追加して演奏がなされることがある。

## 楽曲構成
4楽章からなる。演奏時間は第1番と同じく約55～58分。

### 第1楽章
アレグロ・ヴィヴァーチェ・エ・ノビレメンテ、変ホ長調、8分の12拍子、ソナタ形式。
エルガーが「とてつもないエネルギー」を持つ (tremendous in energy) と表現した楽章。短い導入に続いてトゥッティにて第1主題（譜例）が演奏される。幾分長めの経過句の後にテンポが落ちると第2主題が弦に登場する。第2主題の動機を扱って「静寂な音楽」が弦を中心に奏でられる。再び第2主題が木管で演奏されテンポが元に戻ると、第1主題部経過句の旋律により曲に勢いがつく。弦が第1主題の動機を扱い金管がせわしない刻みを吹き、高揚してテンポが再び落ちると、「静寂な音楽」の旋律を力強く演奏して頂点を築く。急激に静まって第1主題の動機を木管と弦が行進曲風に扱うと、提示部を静かに閉じる。この時添えられるハープが幻想的な雰囲気を醸し出す。
展開部の大部分は静かで金管活躍の場面があまりない。まずは第1主題の動機を弦中心に静かに扱う。続いて静かに、この曲のモットーを弦、木管の順に演奏する。再び第1主題の動機を弱奏すると、第3楽章のトリオ後半をそっくり弦で静かに演奏する。低音弦が力強く演奏されると、ようやく第1主題そのものの展開が始まり、金管活躍の場が与えられる。次第に膨らみ金管がせわしないフレーズを吹き、ファンファーレ風の旋律も吹いて頂点に達すると、第1主題が強烈に再現されて展開部を終える。
再現部では第1主題、第2主題とも再現されるが、短縮、変形がなされている。コーダは第1主題の動機を扱って大きく発展しクライマックスを築く。最後は弦が忙しい刻みを行う中、金管が和音を結ぶ。

### 第2楽章
ラルゲット、ハ短調、4分の4拍子。
A-B-A-B-Aの構成からなる緩徐楽章である。最後のA部分は極めて短い。弦を中心とした導入部に続いてトランペットとトロンボーンに主要主題が葬送のファンファーレのように現れる。悲しげな経過句を経て主要主題の動機が行進曲風に演奏される。木管が明るい旋律を吹くが、これは短い。副主題部(B部分)への少し長めの推移句が演奏され一旦膨らむが、すぐに静まる。突然、活気ある導入に導かれて、副主題がファンファーレ風に吹かれる。この主題は繰り返されて頂点を築き静まる。
副主題部への推移句の前に現れた明るい旋律が木管で再び吹かれる。今度は弦に受継がれるなどして展開的に扱われる。再び主要主題の動機が行進曲風に演奏されるが、今度は拡張されていて悲劇的である。副主題部への推移句も再現されるが、今度は短縮されている。副主題部も再現され、クライマックスを築くと曲は静まる。副主題部への推移句の前に現れた明るい旋律がモットー主題と絡みながら再現する。主要主題が金管で弱音で演奏され、冒頭の導入部の旋律が戻る。最後は静かに和音を結んで楽章を閉じる。

### 第3楽章
ロンド、プレスト、ハ長調、8分の3拍子、コーダ付きスケルツォ。
作者はロンドとしているが、実態はコーダ付きのスケルツォに近い。導入部をA、スケルツォ主題部をB、トリオをC、第1楽章からの流用部分をDとすると、全体の構成はA－B－A－C－A－D－B－A(コーダ)となりAの役割が大きい。また、B部分の比率は比較的小さい。つまり、3部形式と捉えるよりはロンド形式と見た方が正しいのかも知れない。
軽やかな木管の導入に導かれて弦にスケルツォ主題が現れる。主題は歌謡風に歌われたりするうちに導入時の旋律が戻る。この旋律が膨らむと、曲は突然トリオに入る。トリオ主題は木管で歌われ、弦がこれに応答する。トリオ主題はBのスケルツォ主題から成立っている。
冒頭の導入の旋律が木管に現れるが、スケルツォにはすぐに戻らず、第1楽章展開部で弦により静かに演奏された旋律が現れる（譜例）。今度は力強く演奏され膨れ上がって頂点に達すると、シンバル等の打楽器群が鳴り急速に萎む。するとスケルツォ主題が戻り、第3部に相当する部分が始まる。
第3部に相当する部分は第1部に相当する部分がほぼ再現されるが、ピッコロの活躍が印象的。この部分が終わるとコーダに入る。コーダは冒頭の導入の旋律を扱って、激しく展開され高揚する。弦による長い持続音が鳴り、打楽器群が和音を結んで楽章を閉じる。

### 第4楽章
モデラート・エ・マエストーソ、変ホ長調、4分の3拍子、ソナタ形式。
エルガーは「すべての悲しみは取り除かれ、気高いものとなる (smoothed out and ennobled)」と説明した。揺れ動くような悠然とした第1主題で始まり、続く第2主題をエルガーは、親しい友人であるハンス・リヒターその人を表すものと記している。展開部は半音階的なフガートで構成され、豊かにオーケストレーションされた再現部が続く。
静かなコーダではこの楽章の第1主題とともに第1楽章の冒頭の主題を回想し、交響曲は平安のなかに結ばれる。交響曲全体を「情熱を帯びた魂の遍歴」と形容したエルガーは、この終結を「到達点 (apotheosis) であり、遍歴の永久の目的 (eternal issue)」と述べている。